# Stellantchasmus
Stellantchasmus ist eine Gattung der Saugwürmer. Die Vertreter sind Parasiten des Dünndarms bei Vögeln und Säugetieren und kommen in Europa, Asien, Australien und auf Hawaii vor.

## Merkmale
Der Körper ist birnenförmig, die Oberfläche schuppig. Der Bauchsaugnapf ist schräg nach vorn-links angeordnet. Er ist entweder unbewaffnet, mit kleinen Dornen oder einem einzelnen Sklerit bewaffnet. Die hintere Kammer der Vesicula seminalis ist als Ausstoßorgan gestaltet. Das Gonotyl ist unbewaffnet. Es können zwei symmetrische Hoden oder nur ein linker Hoden ausgebildet sein. Das Receptaculum seminis ist röhrenförmig. Gattungstypisches Merkmal ist, dass die männliche und weibliche Geschlechtsöffnung getrennt und abseits des Gonotyls münden.

## Arten
Zur Gattung gehören derzeit drei Arten:
- Stellantchasmus aspinosus Pearson, 1964[2]
- Stellantchasmus falcatus Onji & Nishio, 1916
- Stellantchasmus gallinae (Oshmarin, 1971), Pearson & Ow-Yang, 1982